# عميق (بعدان)

تعديل مصدري - تعديل

عميق هي إحدى قرى عزلة دلال بمديرية بعدان التابعة لمحافظة إب، بلغ تعداد سكانها 790 نسمة حسب تعداد اليمن لعام 2004.